# India en los Juegos Paralímpicos de Heidelberg 1972
India estuvo representada en los Juegos Paralímpicos de Heidelberg 1972 por diez deportistas, siete hombres y tres mujeres.

## Medallistas
El equipo paralímpico indio obtuvo las siguientes medallas:
| Nombre           | Deporte  | Evento                 |
| ---------------- | -------- | ---------------------- |
| Oro              |          |                        |
| Murlikant Petkar | Natación | 50 m libre 3 masculino |
| Plata            |          |                        |
| —                |          |                        |
| Bronce           |          |                        |
| —                |          |                        |